# Гачев, Георгий Дмитриевич
Гео́ргий Дми́триевич Га́чев (1 мая 1929, Москва — 23 марта 2008, Переделкино) — советский и российский философ, культуролог, литературовед и эстетик; доктор филологических наук; ведущий научный сотрудник Института славяноведения РАН; выдвинул концепцию ускоренного развития литературы.

## Биография
Родился в семье болгарского коммуниста и политического эмигранта, музыковеда Дмитрия Ивановича Гачева и музыковеда Мирры Семёновны Брук. В 1952 году окончил филологический факультет МГУ по отделениям романо-германской и славянской филологии. В 1952—1954 годах — учитель средней школы в Брянске.
С 1954 года работал в системе АН СССР (РАН): в Институте мировой литературы (1954—1972), Институте истории естествознания и техники (1972—1985); с 1985 года — ведущий научный сотрудник Института славяноведения и балканистики. Кандидат филологических наук (1958, диссертация «Становление художественного сознания в условиях ускоренного литературного развития (на материале болгарской литературы середины XVIII — середины XIX вв.)»). В 1962—1963 годах полтора года работал матросом на Чёрном море. Докторская диссертация — «Развитие художественного образа в литературе» (1983).
Последние двадцать лет жил в Переделкино, временами наезжая в Москву.
23 марта 2008 года был сбит электропоездом на станции Переделкино Московской области; смерть наступила мгновенно. Похоронен на Покровском кладбище (д. Софьино, Наро-Фоминский городской округ, Московская область).

## Семья
Дважды был женат, трое детей. Первая жена — Гачева (Цимберова) Буся (Берта) Ниссоновна (1925—1996), сын — Гачев Дмитрий Георгиевич (род. 1959). Вторая жена — литературовед С. Г. Семенова (1941—2014). Дочери: Анастасия (род. 1966), литературовед; Лариса (род. 1972), художник.

### Книги
- Ускоренное развитие литературы (на материале болгарской литературы первой половины XIX в.). — М.: Наука, 1964. — 311 с.
- Любовь, человек, эпоха. Рассуждение о повести «Джамиля» Ч. Айтматова. — М.: Сов. писатель, 1965. — 97 с.
- Содержательность художественных форм: Эпос. Лирика. Театр. — М.: Просвещение, 1968. — 303 с.
  - То же. 2-е изд. — М.: Изд-во Московского ун-та, 2008. — 281 с.
- Жизнь художественного сознания. Очерки по истории образа. Ч. I. — М.: Искусство, 1972. — 200 с.
- Творчество, жизнь, искусство. — М.: Дет. лит., 1980. — 143 с.
- Образ в русской художественной культуре. — М.: Искусство, 1981. — 246 с.
- Чингиз Айтматов и мировая литература. — Фрунзе: Кыргызстан, 1982. — 287 с.
- Национальные образы мира: Общие вопросы (Русский. Болгарский. Киргизский. Грузинский. Армянский). — М.: Сов. писатель, 1988. — 447 с.
- Чингиз Айтматов: (В свете мировой культуры). Фрунзе: Адабият. 1989. — 486 с.
- Жизнемысли. — М.: Правда, 1989. — 48 с.
- Неминуемое: Ускоренное развитие литературы. — М.: Худож. лит., 1989. — 431 с.
- Книга удивлений, или Естествознание глазами гуманитария, или Образы в науке. — М.: Педагогика, 1991. — 272 с.
- Русская Дума: Портреты русских мыслителей. — М.: Новости, 1991. — 268 с.
- Логика вещей и человек: Прение о правде и лжи в пьесе М. Горького «На дне». — М.: Высшая школа, 1992. — 95 с.
- Наука и национальные культуры: (Гуманитарный комментарий к естествознанию). Ростов-на-Дону: Изд-во Рост. гос. унт-та, 1992. — 318 с.
- Образы Индии: (Опыт экзистенциальной культурологии). — М.: Наука; Восточная литература, 1993. — 390 с.
- Национальные образы мира: Космо-Психо-Логос. — М.: Прогресс-Культура, [1994]. — 480 с.
  - То же. — М.: Академический проект, 2007. — 511 с. — (Технологии культуры).
- Русский Эрос: «Роман» Мысли с Жизнью. — М.: Интерпринт, 1994. — 279 с.
  - То же. — М.: Алгоритм, 2004. — 636 с.
- Семейная комедия: Лета в Щитове: (Исповести). — М.: Школа-пресс, 1994. — 351 с.
- Жизнь с Мыслью: Книга счастливого человека (пока…): Исповесть. — М.: ДИ-ДИК, 1995. — 494 с.
- Национальные образы мира: Америка в сравнении с Россией и славянством. — М.: Раритет, 1997. — 677 с.
- Национальные образы мира: Курс лекций. — М.: Академия, 1998. — 430 с.
- Воображение и Мышление. М.: Вузовская книга, 1999. — 189 с.
- Музыка и световая цивилизация. — М.: Вузовская книга, 1999. — 199 с.
- Национальные образы мира: Евразия — космос кочевника, земледельца и горца. — М.: Институт ДИ-ДИК, 1999. — 367 с.
- С Толстым: Встреча через век: (Исповесть). — М.: Вузовская книга, 1999. — 108 с.
- Андрей Синявский — Абрам Терц и их(ний) роман «Спокойной ночи»: (Исповесть). — М.: Вузовская книга, 2000. — 133 с.
- Вещают вещи. Мыслят образы. — М.: Академический проект, 2000. — 440 с.
- Национальные образы мира. Кавказ: Грузия. Азербайджан. Армения. — М.: Издательский сервис, 2002. — 412 с.
- Национальные образы мира. Центральная Азия: Казахстан. Киргизия. Космос Ислама. — М.: Издательский сервис, 2002. — 781 с.
- Гуманитарный комментарий к физике и химии: (Диалог между науками о природе и о человеке). — М.: Логос, 2003. — 510 с.
- Национальные образы мира. Соседи России: Польша. Литва. Эстония. — М.: Прогресс-традиция, 2003. — 384 с.
- Осень с Кантом: Образность в «Критике чистого разума». — М.: Институт философии РАН, 2004. — 332 с.
- Математика глазами гуманитария: (Дневник удивлений математике). — М.: Издательство СГУ, 2006. — 350 с.
- Шестьдесят дней в мышлении: Самозарождение жанра. — М.; СПб.: Летний сад, 2006. — 479 с.
- Англия: Интеллектуальное путешествие. — М.: Воскресение, 2007. — 683 с. — (Миры Европы. Взгляд из России).
- Италия: Опыт экзистенциальной культурологии. — М.: Воскресенье, 2007. — 413 с. — (Миры Европы. Взгляд из России). — 500 экз. — ISBN 978-5-88528-549-0.
- Национальные образы мира. Болгария в сравнении с Россией: (Опыт экзистенциального литературоведения). — М.: Институт славяноведения РАН, 2007. — 319 с.
- Ментальности народов мира. — М.: Эксмо; Алгоритм, 2008. — 541 с. — (Менталитет).
- Национальные образы мира. Эллада, Германия, Франция: Опыт экзистенциальной культурологии. — М.: Логос, 2008. — 424 с. — (Библиотека интеллектуала).
- Образы Божества в культуре: Национальные варианты. — М.: Фонд «Мир»: Академический проект, 2016. — 891 с. — (Национальные образы мира).
- Германский образ мира : Германия в сравнении с Россией / Сост. А. Г. Гачевой. — М.: Фонд «Мир»: Академический проект, 2019. — 855 с. — (Национальные образы мира).
- Философия быта как бытия. — М.: Мир, 2019. — 711 с.
- Французский образ мира. Зимой с Декартом (роман мышления). — Мю: Фонд «Мир»: Академический проект, 2019. — 839 с. — (Национальные образы мира).

### Статьи
- Плюсы и минусы наивного философствования // Философия наивности / Сост. А. С. Мигунов. — М.: Изд-во МГУ, 2001. — С. 29—35. — ISBN 5-211-04000-7.
- Космос, Эрос и Логос России // Отечественные записки. — 2002. — № 3 (4).
- Карнавализация у В. В. Розанова // История мысли: Русская мыслительная традиция. Вып. 4 / Под ред. И. П. Смирнова. М.: Вузовская книга, 2007. — С. 187—198.
- Национальные образы мира. Полит.ру (24 мая 2007). Дата обращения: 26 мая 2009. Архивировано 11 марта 2012 года.